# 楊思聖
楊思聖，字猶龍，號雪樵，直隸鉅鹿（今屬河北省）人。清初政治人物。

## 生平
楊思聖於順治三年（1646年）中式丙戌科二甲第三十三名進士。選庶吉士，散館授弘文院編修。官至四川布政使。卒贈工部侍郎。

## 著作
有《且亭集》。